# 孟他努派
孟他努派（英語：Montanist），是由一位名叫孟他努的人所創立，約興起於西元127年，在羅馬帝國小亞細亞（今土耳其）一帶的弗呂家地方盛行。孟他努受洗時，曾經說方言並且宣告聖靈世代的降臨，論及新耶路撒冷的由天而降與千禧年快要開始。因此爆發了一場預言運動，吸引東方教會中廣大的信眾跟隨。由於孟他努是初信主作教徒，未曾擔任過任何教會職務，所以他的主要同工是兩位婦女，被稱為先知的百基拉與馬西米拉，他們自稱是最後一代的先知。孟他努自稱為聖靈的代言人，而他的先知們教導人要聽聖靈的聲音，要預備迎接基督再臨，過著苦修的生活。孟他努派高抬婦女，並倡導勇於殉道，但過度自信宣稱世界的末日馬上來臨，這與以色列傳統和基督徒的想法不同。孟他努派因其教義與神格唯一論的關連，於381年的君士坦丁堡會議被定為異端，但其影響與教訓卻仍持續，且被人廣泛接受，基督教會的初代教父特土良也曾加入孟他努派。
孟他努派態度堅決的要求，剛開始對信徒而言是對的，也提供信徒明確可以遵循的方向，但實行到後來卻漸漸變成是一種加在信徒身上固定型態追求的原則。

## 興起原因
約在第二世紀中葉，A.D.172年，孟他努主義崛起於小亞細亞的「弗呂家」，以後往西沿展。創始人孟他努是「亞爾達巴」人，這亞爾達巴是「每西亞」的一個村莊，靠近弗呂家的邊界。孟他努原是一個供奉「區伯利」（Cybele）異教神廟中的祭司，他悔改歸正以後，不久就在弗呂家的巴普薩（Papuza）自稱是基督教的先知和改革者。孟他努在弗呂家的城市巴普薩（Papuza），吸收到一批跟隨者，並在那裏建立了一個公社。有兩位婦人，名為百基拉和馬克西米拉加入他的陣線，於是這三人小組開始發預言說：基督很快就會回到他們的公社。除此之外，他們還譴責主要大都會教區（有主教視察的地區）裡的主教與領袖的靈性是死的、是敗壞的，甚至稱他們為反叛神的人。
1.聖靈的教義仍待確立
第一世紀的教會組織還未健全，很多人是憑著恩賜事奉，例如有講道恩賜的人，到處講道，但未必有正確的教導。有見及此，教會確立了主教的權柄，加強了教會的組織。但對一些主動追求的信徒不能滿足。他們強調聖靈的工作不受建制的限制，各人可隨自己的領受行事。有人看孟他努為神靈的化身，或上帝在孟氏身上顯靈。一種隨興的崇拜方式漸漸與由主教規定的崇拜方式對立。
2.教會生活的更新
由於耶穌延遲再來，很多信徒失去了等候的熱切，教會管理也趨於鬆散，教會紀律沒有昔日的嚴明，聖經希伯來書及雅各書提到這種情況（來五：12-15，雅二：15-17）。隨著第一世紀末使徒的離世，教會失去了有能力的領袖，教會這時候的崇拜生活枯燥、信徒生活鬆散、教會領袖疲乏，孟他努主義的興起，正是要填補這缺口︰具魅力的領袖、熱切的崇拜、滿有動力的信徒。在教會歷史中，這種情況不斷重覆。

## 孟他努的改革
孟他努的改革，在於他努力地想要讓教會的屬靈光景及道德標準再次恢復到初代教會時的水準，他自稱自己是聖靈所揀選的「新啟示的器皿」，也宣稱基督的應許已經應驗、保惠師的時代已經來臨，有兩個女信徒，名字為百基拉與馬克西米拉，她們先徵詢孟他努的認同，隨後各自都與丈夫離婚而來跟隨孟他努，成為兩名女先知。他們預言世界末日已臨近，所以所有的基督徒應該都要預備好自己，面對教會越來越世俗化的問題，信徒們也應該要從世界中完全的被分別為聖出來，實踐絕對完全的禁慾生活，以此來表明真的是願意委身於主、為主付代價的決心。
此外，當時的教會在面對逼迫的情形下，孟他努堅稱要信徒們一定要自己親身從上帝那裡得到屬靈的特殊能力，而這能力也只有當聖靈降臨在個人身上，有特殊的作為時，信徒才能去面對與解決當時的需要。因為孟他努這樣的宣稱態度，造成當時有一些跟隨者非常強調聖靈的工作，並要求信徒在生活方面也要有同樣落實的態度。
孟他努運動格外強調以下三方面的事情：
1. 強調說方言：他們會以信徒有無方言的恩賜來斷定聖靈是否有作工在此信徒身上，有方言恩賜表示聖靈喜悅此人，沒有方言恩賜就表示信徒沒有堅定的跟隨主。這種極端的方式，造成信徒們用盡方法想要去學習某一種方言，來證明自己經歷聖靈的工作。
2. 強調異能：因為過份於強調方言的恩賜，漸漸的就演變成是一種強調要有追求各種外顯「異能」作為的想法，因為人們都是需要眼見為憑，這樣一來，更造成信徒們非常努力去學習、禱告、甚至模仿一些特殊的作為，是可以讓人看見並為之驚嘆的作為，例如：醫治、看見異象、說預言等等。
3. 強調聖潔的生活：聖潔的生活，確實是神要每一個信徒都要有的生活方式。但因為孟他努派的人過份的強調聖潔，要求信徒們要過一種完全嚴謹的禁慾生活，面對任何與情慾有關的事情時，要求他們必須展現出絕對拒絕世界的態度，這樣的要求讓一些在靈命上比較軟弱的信徒因為無法達到要求而感到為難。

一剛開始，孟他努派所主張的一些概念，確實被某些在態度上堅決愛主的信徒們所接納，剛開始孟他努發起這運動的動機也是好的，但實行到後來，卻變成是相當極端的固定追求型態，以致失去了起初的動機及方向，最後造成孟他努派與其他信徒之間的隔閡也越來越大，而造成了自成一格的小極端派團體。[6]
1. 承認聖經各書卷。
2. 認為預言是上帝繼續向教會說話的途徑。
3. 熱切的等候主的再來並預言。
4. 極為嚴苛的道德要求。
5. 聖職人員必須具備屬靈的恩賜。[7]

## 特點
1. 重視聖靈行神蹟的恩賜，尤其重視說預言。
2. 重視預言宣講，自信預言末日，預言的主要意義是宣傳主快要來。
3. 實行狂熱的厭世主義及教會懲戒，以預備主的降臨。
4. 宣揚苦修主義，主張苦修生活，禁止婚姻嫁娶，以摒除性事，過聖潔生活。
5. 認為應以迫害為樂，可光榮殉道。[8]
6. 規定信徒遵守嚴格的道德誡律。
7. 鼓勵延長禁食，只吃一點乾糧。
8. 禁止已婚者在其配偶死後再婚。
9. 高抬婦女主義，看重靈恩方言。[9]

## 影響
孟他努派在弗呂家人當中傳佈非常快，連迦太基的特土良這樣傑出的神學家也受其吸引而加入。小亞細亞的主教們都視它為異端，並將孟他努派的人逐出教會。孟他努派有許多支派，但真正繼承者是第三世紀的諾窪天派和第四世紀的多納徒派。孟他努派的出現長達一世紀之久，提醒了初代教會思考幾個問題：
1. 在使徒過世之後，除了聖經的權威之外，是否還有新的啟示？
2. 教會是否必須脫離第一世紀的隨性主義，漸漸走入組織化？但這樣的組織化是否會反而會是信仰儀文化？
3. 信徒生活因為主遲延未來開始鬆散，失去紀律，第二世紀的教會如何能夠彌補如此的問題？

孟他努主義仍受到大公教會的拒絕，當中教義的分歧不可輕忽，在今日的眼光來看，不算異端。因為:
1. 他們承認大公教會所訂的聖經各卷書；
2. 重視聖靈的能力；
3. 相信預言是上帝繼續對教會說話的形式；
4. 強調主再來的迫切；
5. 對信徒有嚴苛的道德要求；
6. 聖職人員必須有聖靈的恩賜。

因為嚴格來說孟他努主義都合乎聖經，只是第二世紀主流教會正在建立使徒統緒、聖經權威以及教會組織時，孟他努主義卻反而背道而馳，提出另一種啟示與新的預言，並且強調即興與聖靈的導引，這樣的模式，成了日後靈恩運動的模式。

### 引用
1. ↑  殷保羅：〈關於孟他努派的教訓〉，《慕迪神學手冊》，姚錦榮 譯.（香港：福音證主協會，1991年），p. 403.
2. ↑  趙中輝：〈孟他努主義〉，《英漢神學名詞辭典》，傳神福音文化事業有限公司 編行（台北：中國文化大學出版部，1981年）.
3. ↑  趙中輝：《英漢神學名詞辭典》.
4. ↑  殷保羅：《慕迪神學手冊》，p. 403.
5. ↑  謝家樹，《基督教歷代別異神學思想簡介》（台北：基督教中國主日學協會，1983）29。
6. ↑  奧爾森(Roger E. Olson)，《神學的故事》，吳瑞誠、徐成德譯。（台北：校園書房，2002），37。
7. ↑  沈介山，《上古基督教思想簡史》，（台北：中華福音神學院出版社，2004年），40~46。
8. ↑  陶理，《基督教兩千年史》，李伯朗、林牧野譯（香港：海天書樓，2001），87。
9. ↑  趙中輝，〈孟他努主義〉，《英漢神學名詞辭典》，傳神福音文化事業有限公司編行（台北： 中國文化大學出版部，1981）。
10. ↑  楊牧谷，〈Montanism孟他努主義〉，《當代神學辭典（下）》，楊牧谷主編（台北：校園書房出版社，1997），780-1。